# Navaquesera
Navaquesera è un comune spagnolo di 16 abitanti situato nella comunità autonoma di Castiglia e León.